# فرانكي توماس (ممثل)
فرانكي توماس (بالإنجليزية: Frankie Thomas)‏ هو روائي وممثل أمريكي، ولد في 9 أبريل 1921 بنيويورك في الولايات المتحدة، وتوفي في 11 مايو 2006 بلوس أنجلوس في الولايات المتحدة بسبب سرطان.

## وصلات خارجية
- فرانكي توماس على موقع IMDb (الإنجليزية)
- فرانكي توماس على موقع ألو سيني (الفرنسية)
- فرانكي توماس على موقع أول موفي (الإنجليزية)
- فرانكي توماس على موقع قاعدة بيانات برودواي على الإنترنت (الإنجليزية)
- فرانكي توماس على موقع قاعدة بيانات برودواي على الإنترنت (الإنجليزية)
- فرانكي توماس على موقع قاعدة بيانات برودواي على الإنترنت (الإنجليزية)
- فرانكي توماس على موقع قاعدة بيانات الأفلام السويدية (السويدية)
- فرانكي توماس على موقع قاعدة بيانات الفيلم (الإنجليزية)
- فرانكي توماس على موقع كينوبويسك (الروسية)